# El sacrificio de Isaac (Andrea del Sarto)
El sacrificio de Isaac es un tema bíblico que fue pintado por Andrea del Sarto en tres versiones conservadas en la Galería de Pinturas de los Maestros Antiguos de Dresde (213 x 159 cm; 1527-1529), el Museo de Arte de Cleveland (178 x 138 cm) y el Museo del Prado (98 x 69 cm; c. 1527-1530).

## Descripción
La escena principal, en primer plano, muestra a Isaac desnudo, sostenido por su padre Abraham que tiene un cuchillo en su mano, sobre el altar de sacrificios, representando el instante mencionado en el Antiguo Testamento (Génesis 22, 1-19) en el que Abraham, por órdenes de Yahvé, va a ofrecerle en sacrificio a su hijo Isaac. Yahvé, al considerar su fidelidad probada, envía a un ángel en el último momento, para salvar a Isaac siendo ofrecido en su lugar un cordero para el sacrificio, el cual se aprecia a la izquierda de la composición. Este pasaje bíblico es interpretado como un prefiguración de la Pasión de Cristo, ya que, para salvar a la humanidad, fue ofrecido en sacrificio por Dios Padre.

## Historia
El pintor italiano Giorgio Vasari, afirmó que Sarto, al final de su carrera, versionó este pasaje en tres ocasiones.
La versión de Dresde fue encargada en 1527 por Giovanni Battista Della Palla como regalo para Francisco I de Francia, quien unos diez años antes había recibido al artista en el Palacio de Fontainebleau. Della Palla fue encarcelado antes de que la obra pudiera completarse y justo antes de la muerte del artista, tras lo que se realizaron tres versiones, según consta en Las vidas de los más excelentes arquitectos, pintores y escultores italianos de Vasari, con diferentes dimensiones y niveles de acabado. El trabajo ahora en Cleveland fue probablemente una pieza de prueba que quedó incompleta, mientras que la versión de Dresde (la más grande y terminada) posiblemente estaba destinada a Francisco I, pero en su lugar fue confiscada por Alfonso de Ávalos, marqués del Vasto, a quien se le agregó su monograma, la roca en primer plano. La versión ahora en Dresde estuvo en la colección de los Este en Módena hasta 1746, cuando se incluyó en el fabuloso lote de obras de arte que la familia ducal, acuciada por problemas económicos, vendió con destino a Dresde.
La versión del Museo del Prado, de menor formato aunque de la misma calidad que las otras dos, se afirma que es la pintada para Paolo da Terrarrosa. La obra fue adquirida por el marqués del Vasto, Alfonso de Ávalos, tras el fallecimiento de Del Sarto. Posteriormente, fue comprada  por Carlos IV. Se documentó por primera vez en 1779 en la Casita del Príncipe de El Escorial. Posteriormente, se grabó en el Palacio Real de Aranjuez en 1814, antes de que las colecciones reales españolas fueran trasladadas al Prado.

## Galería

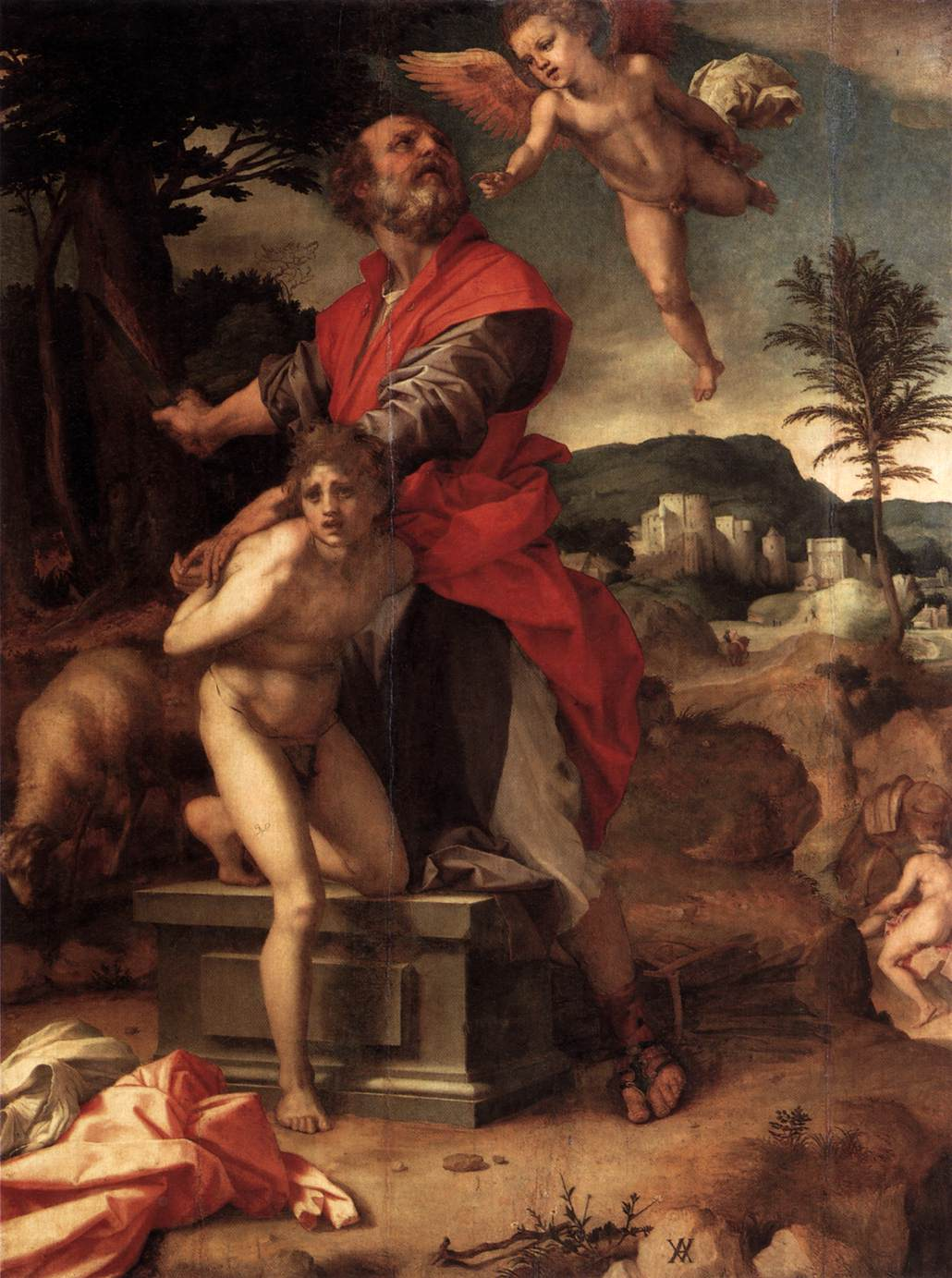
Versión de Dresde
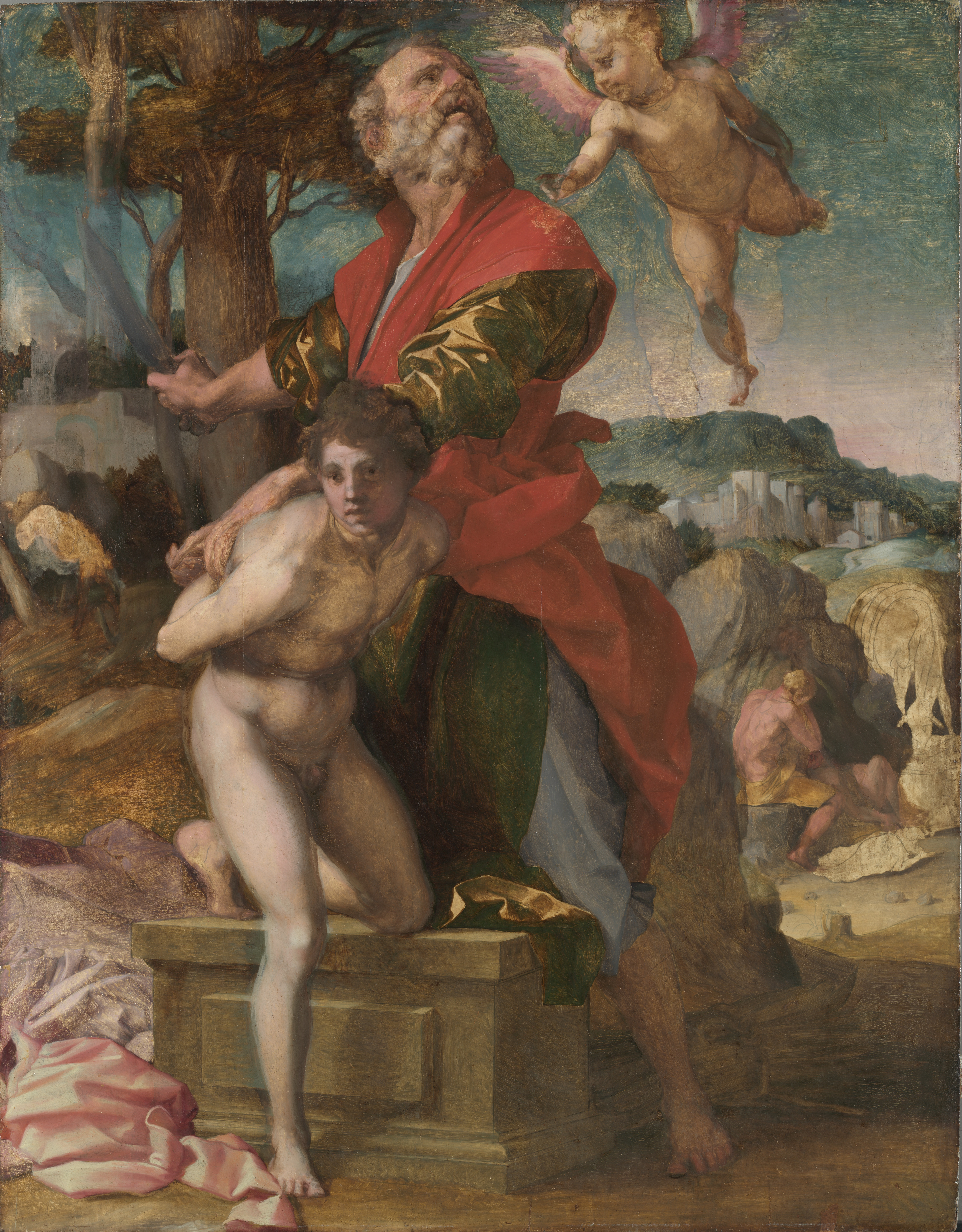
Versión de Cleveland
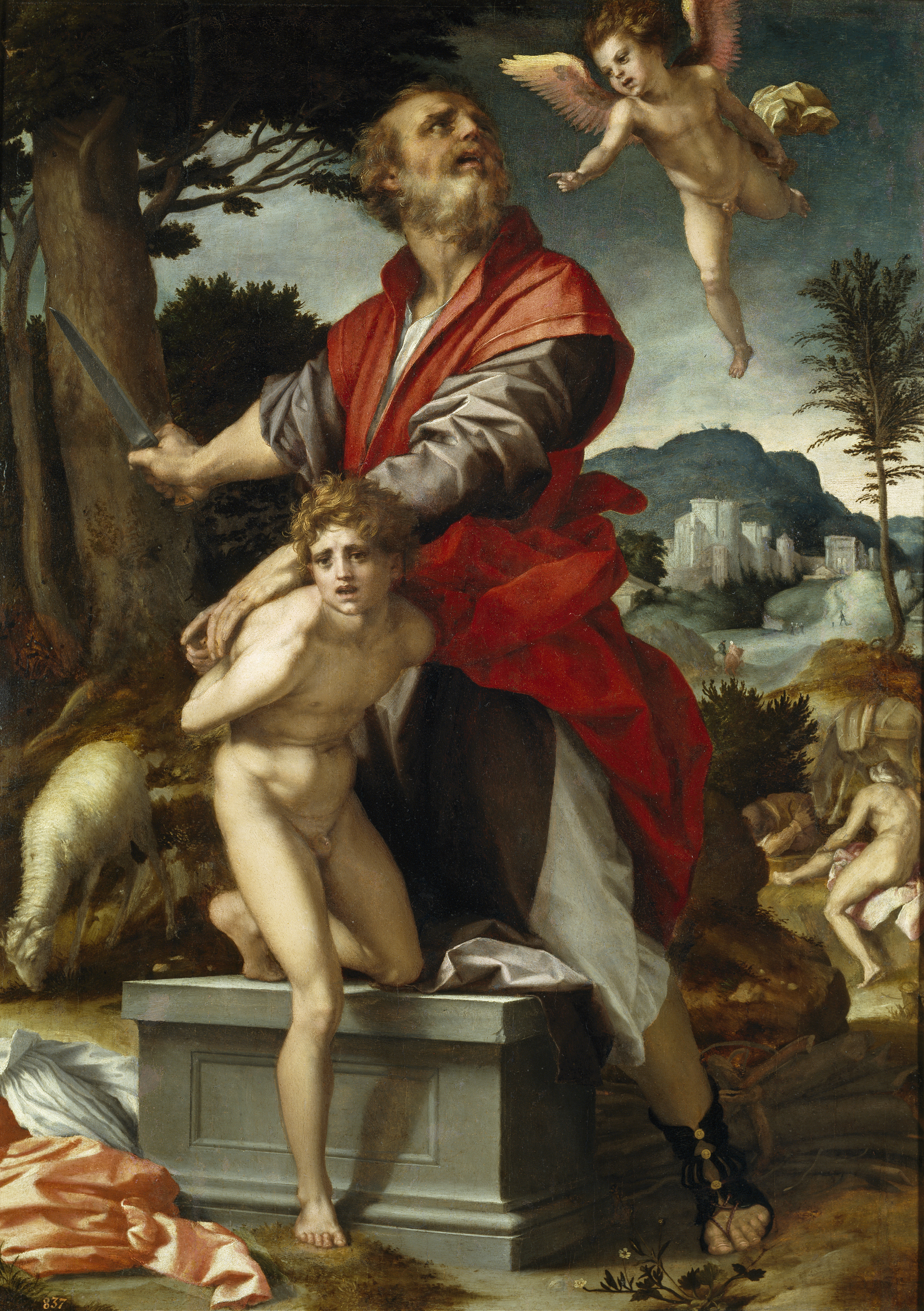
Versión del Museo del Prado